# Педро I (король Кастилії)
Педро I (30 серпня 1334 — 23 березня 1369) — король Кастилії (1350—1366, 1367—1369). Представник кастильської Бургундської династії. Прізвиська —  Жорстокий, Справедливий.

## Біографія

### Початок володарювання
Походив з Бургундської династії. Син Альфонсо XI, короля Кастилії та Леону, й Марії Португальської. У дитинстві провів більше часу у Севільї.
Після смерті батька у 1350 році стає королем. Втім спочатку фактичними володарями стали Марія Португальська та її коханець Хуан Альфонсо де Альбукерке, який дав погану пораду помститися коханці Альфонсо XI Елеонорі Гузман, а також його 6 синам від неї. Спочатку він заарештував двох з них — Енріке, графа Трастамарського, та Фадріке, магістра Ордену Сантьяго. Втім, невдовзі помилував. Водночас Педро I став проводити політику щодо більшої централізації країни, протидіяв аристократам. Зокрема,  1351 року домігся приєднання до королівського домену значних володінь родини Лара у Біскайї.
Водночас Педро I намагався спиратися на торговельно-промислові кола значних міст країни. Для цього під час кортесів у 1351–1352 роках надав їм низьку привілеїв. Під час кортесів 1356 року за ініціативи Педро I були поліпшенні закони стосовно виконання правосуддя, прийнятті постанови для розвитку торгівлі, сільського господарства та тваринництва.

### Війна з грандами

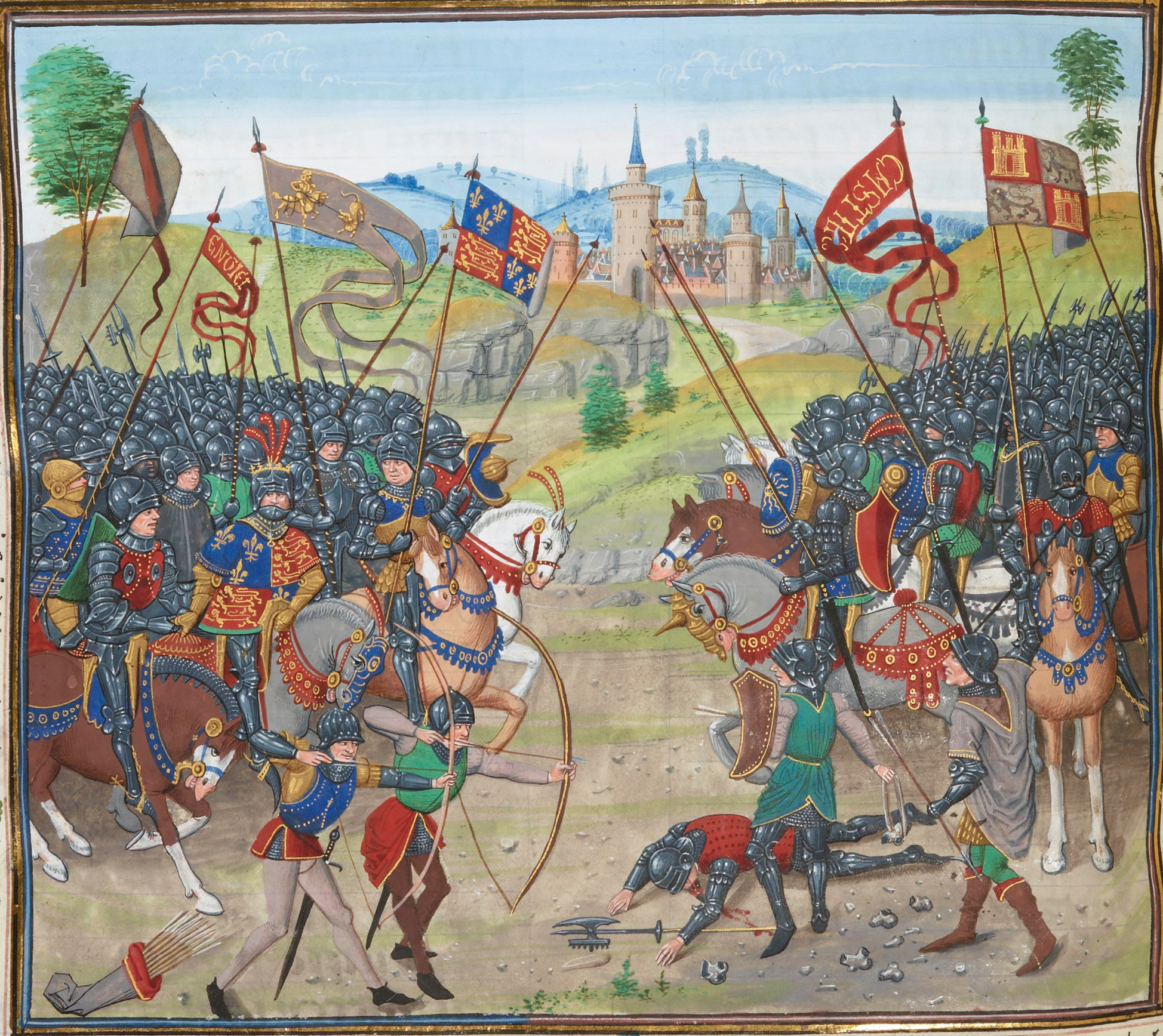
Битва при Нахері

Діяльність короля щодо посилення ролі міст викликала невдоволення знаті та вищого духівництва. Цим вирішив скористатися Енріке, граф Трастама, створивши в Астурії напівнезалежне графство. Він сподівався звідси почати повстання проти Педро I. В 1353 році виник конфлікт з Францією за посаг дружини короля — Бланки де Бурбон. Її родина не виконала умови шлюбного договору. Тому Педро I відправив Бланку де Бурбон до замку в Толедо. Це спричинило невдоволення Франції, спротив Хуана де Альбукерке, повстання знаті у Толедо.
Цим конфліктом скористались граф Трастама, його брати Фадріке й Телло. Водночас повстав Альбукерке. У 1355 році Педро I захопив Толедо, а у 1356 році Торо. Тут він полонив інфанта Фадріке. Енріке Трастамарський втік до Арагону й зрештою спонукав Педро IV Арагонського до війни з Кастилією. Ця війна тривала до 1366 року. Спочатку Педро I зміг завдати поразки ворогам. У 1358 спустошив західні землі Арагону. У 1359 році стратив матір графа Трастамара Елеонору Гузман та своїх братів Хуана, Педро та Фадріке.
У 1360 році Енріке Трастамарський знову вторгся до Кастилії. Значна частина знаті перейшла на його бік. В той же час король Педро I посилив респресії проти неї. Разом з тим Педро I зумів відбити наступ ворогів.
Складним становищем Кастилії вирішив скористатися емір Гранади, який у 1361 році напав на Педро I. Ця війна тривала з перемінним успіхом до 1363 року, коли нарешті кастильці змусили ворога відступити у свої володіння. Водночас король Кастилії почав активний наступ на Арагон, вщент розбивши армію короля Педро IV й зайнявши значну частину Арагонського королівства у 1364 році.
У 1366 році Енріке Трастамарський, отримавши війська з Франції на чолі з Бертраном дю Гекленом та Жаном Бурбоном, графом Ла-Марським, рушив на короля Педро I, змусивши того тікати до Байонни. Тут він отримав поміч від Едуарда «Чорного принца». Навзаєм Педро I обіцяв грошову винагороду та значну частину Біскайї. 3 квітня 1367 року у битві при Нахері війська Педро I та «Чорного принца» розбили армію Енріке Трастамарського. Втім Педро I не виконав зобов'язання перед Едуардом «Чорним принцом», й той залишив короля Кастилії. В цей момент знову вторгся до Кастилії Енріке й у 1369 році взяв Педро I в облогу у замку Монтьєль. Проте вороги не зуміли втримати фортецю. Тоді, ввівши в оману Педро I, Енріке влаштував тому засідку й зрадливо наказав вбити свого зведеного брата, що й відбулося 23 березня.

## Сім'я
- Дружина: Хуана де Кастро (?—1374) — донька Педро де Кастро, кастильського мажордома.
  - Хуан (1355—1405) — кастильський інфант, позбавлений прав на престол рішенням кортесів.